# Carl Gotthard Langhans

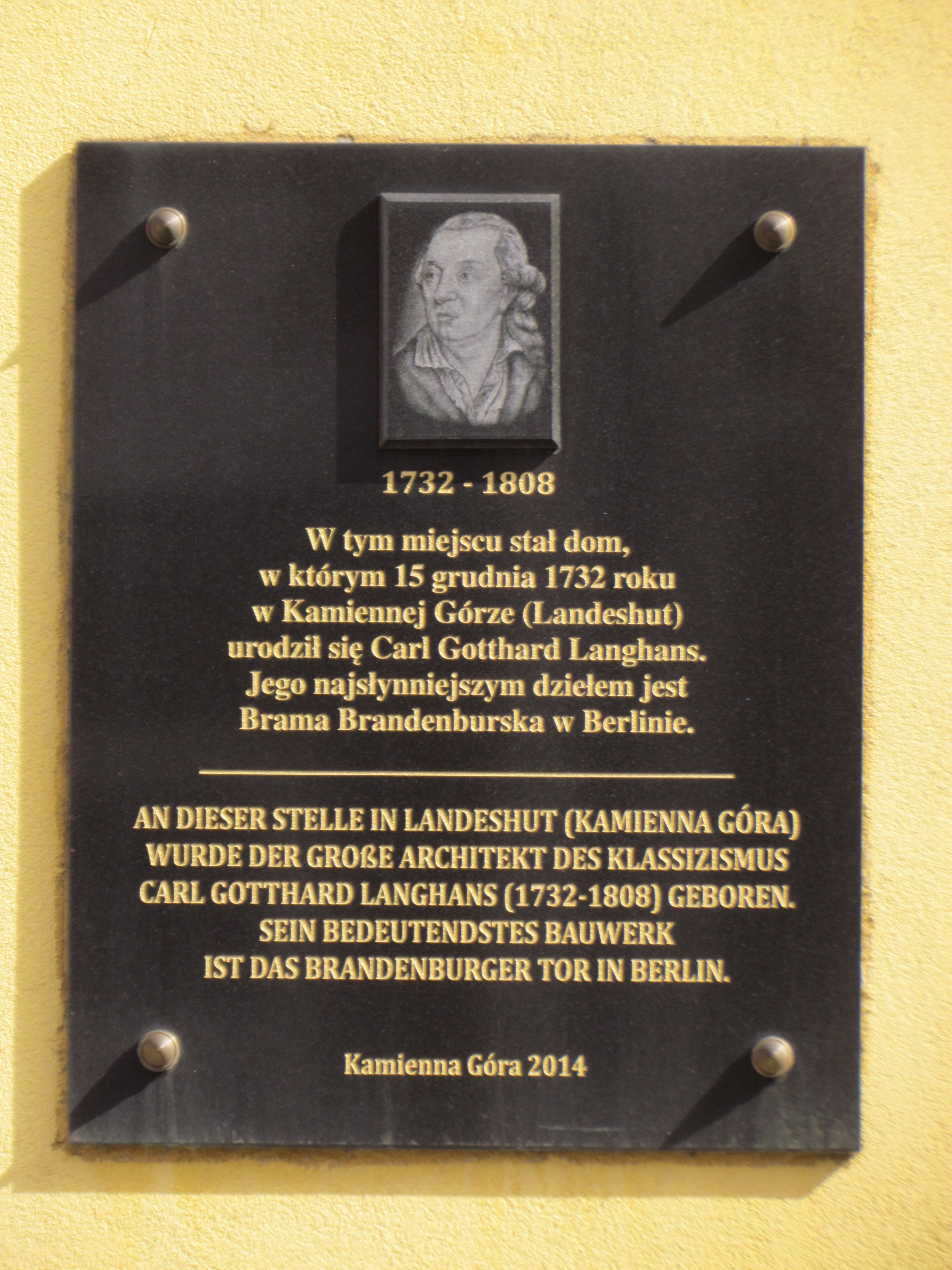
Płyta pamięci w domu, gdzie urodził się Carl G. Langhans

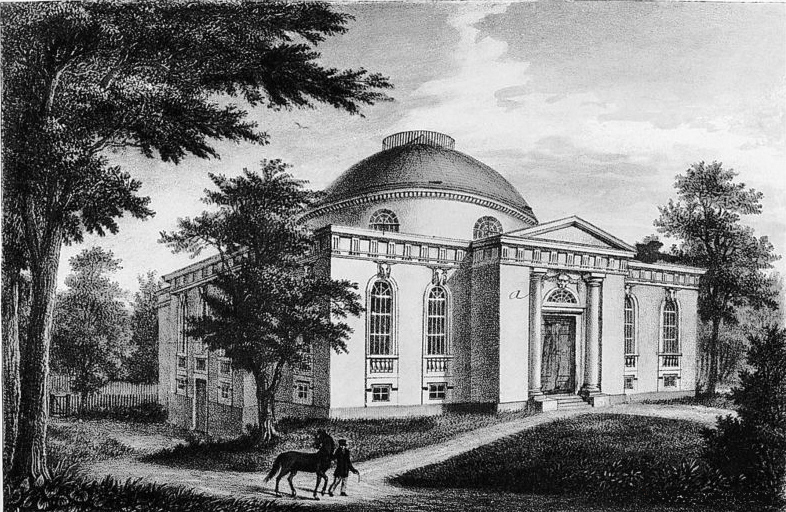
C. G. Langhans: Teatr anatomiczny berlińskiej Wyższej Szkoły Weterynaryjnej

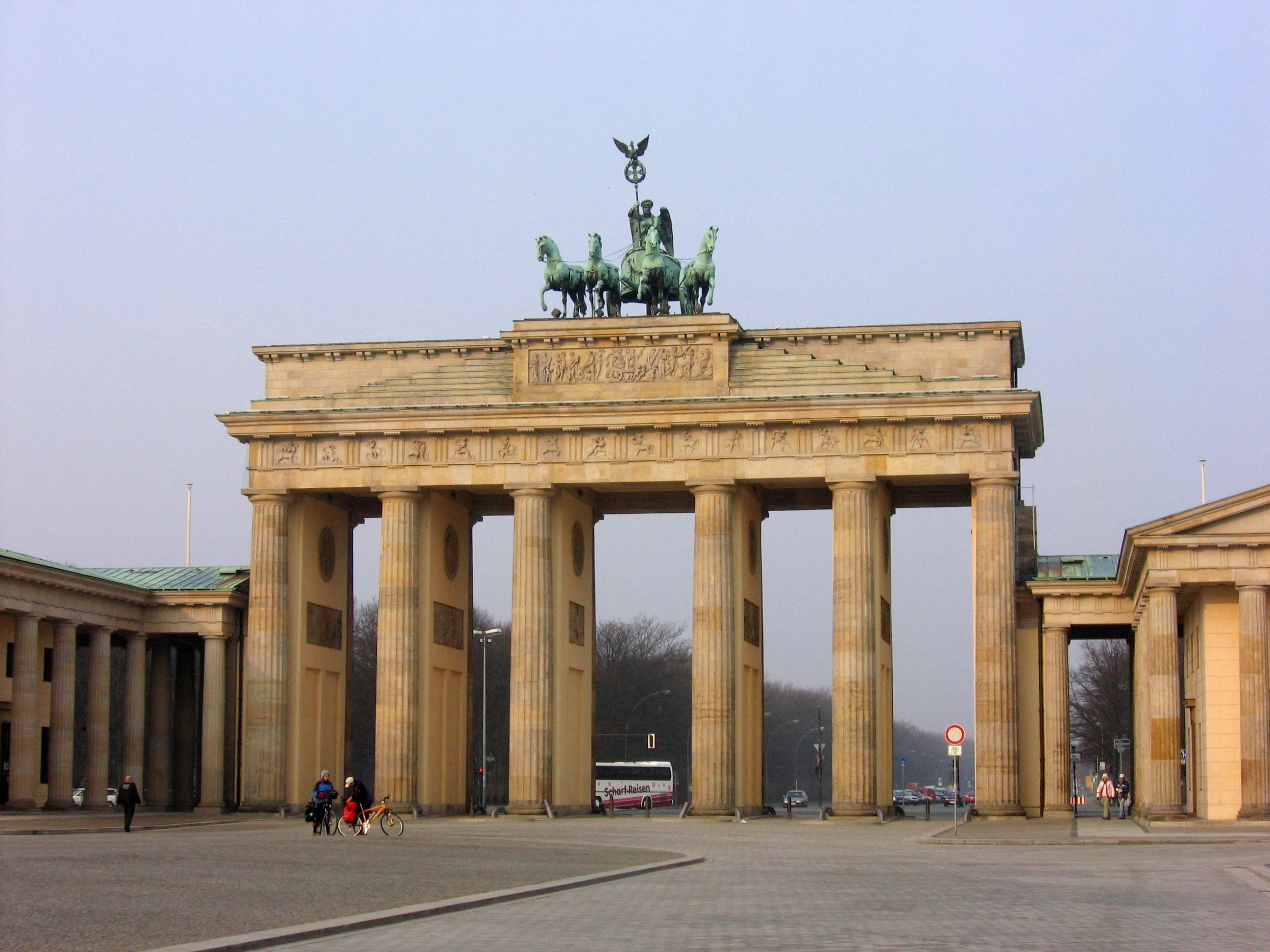
C. G. Langhans: Brama Brandenburska

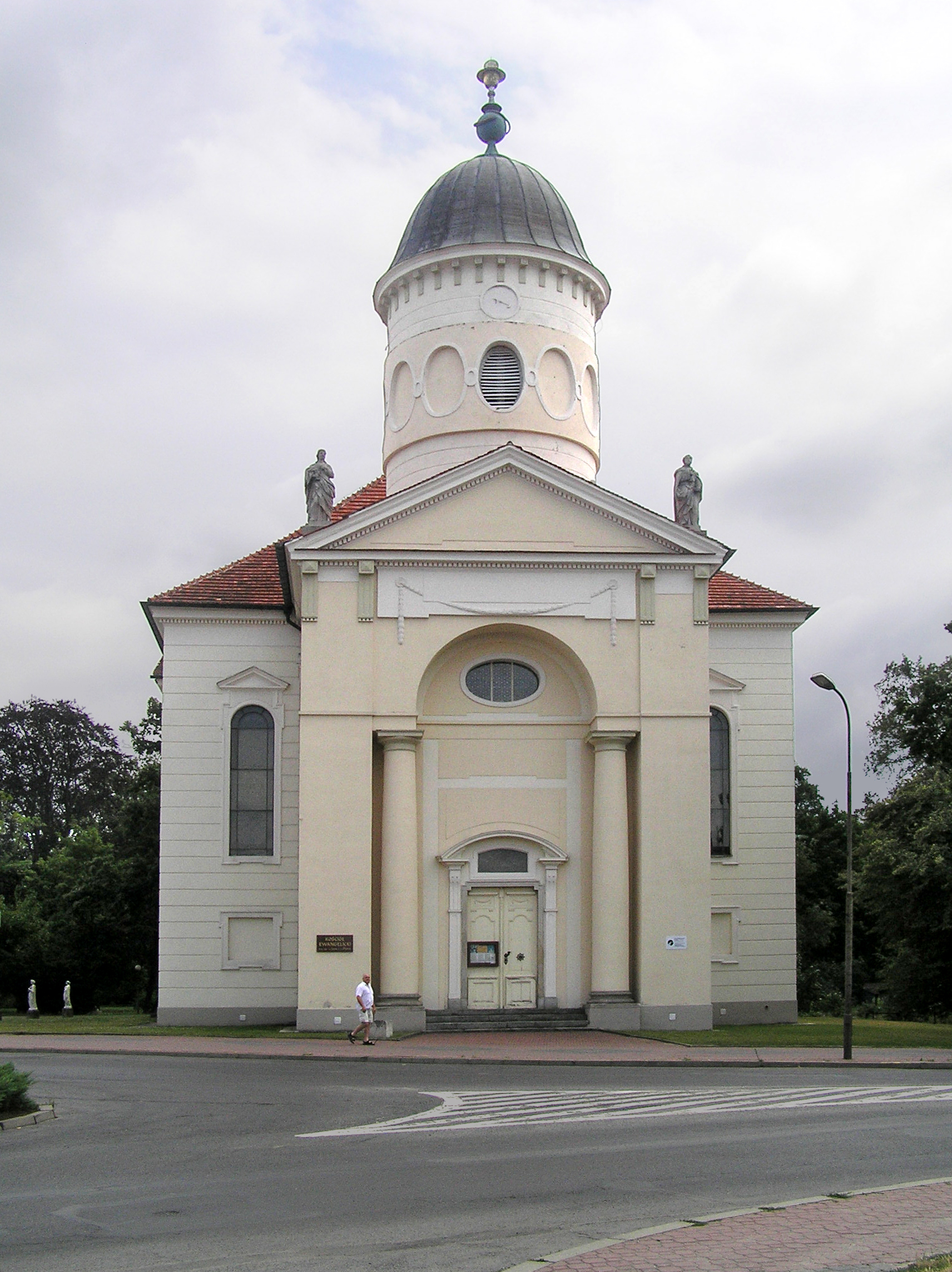
C. G. Langhans: kościół ewangelicko-augsburski w Sycowie

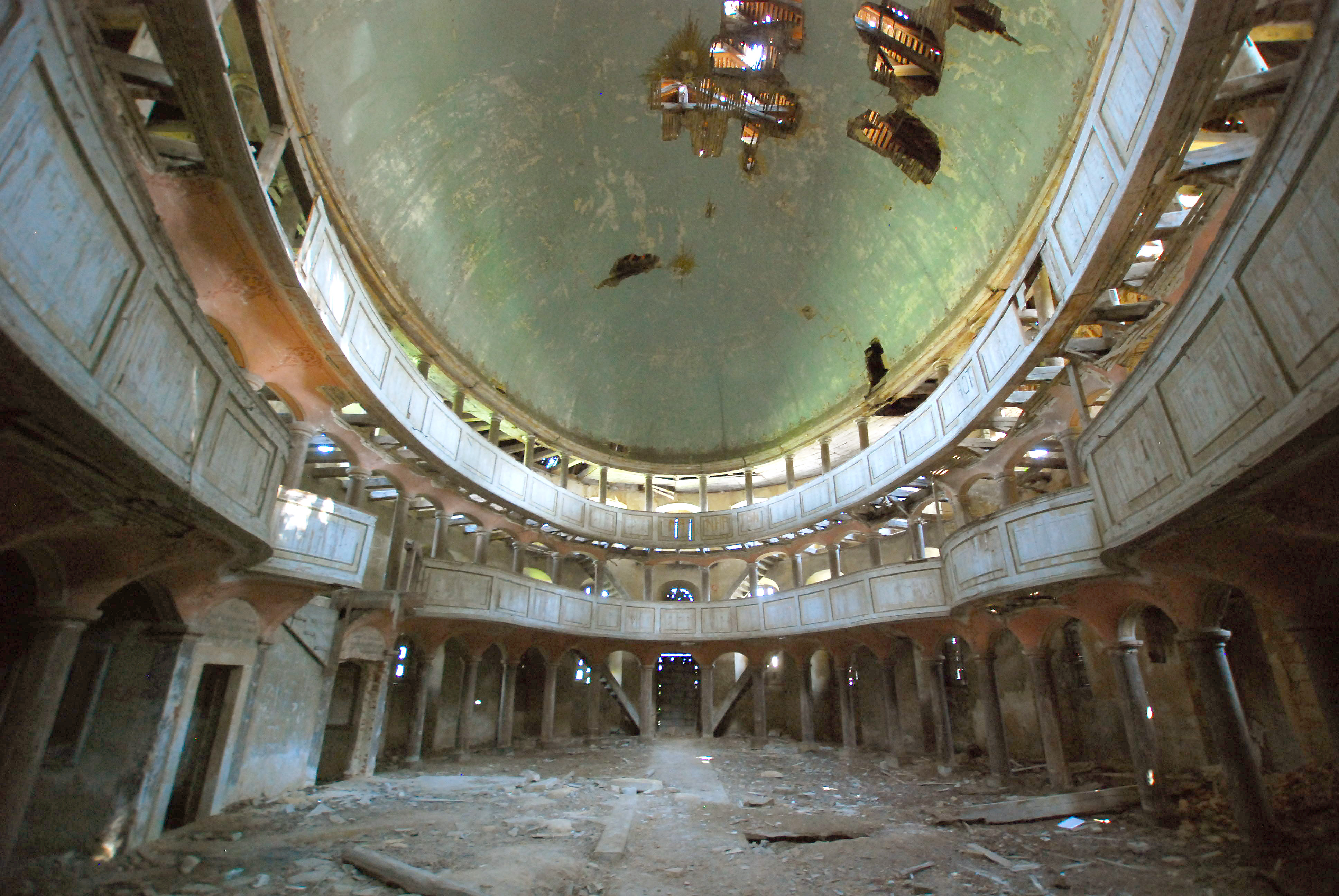
Wnętrze opuszczonego kościoła ewangelickiego w Żeliszowie

Carl Gotthard Langhans (ur. 15 grudnia 1732 w Kamiennej Górze, zm. 1 października 1808 w Dąbiu koło Wrocławia) – niemiecki architekt i budowniczy, jeden z najważniejszych przedstawicieli wczesnego klasycyzmu w architekturze Prus.

## Życiorys
Studiował prawo i matematykę w Halle, w zakresie architektury był autodydaktą – zainteresował się nią pod wpływem traktatów teoretycznych Witruwiusza i odkryć zabytków antycznych przez Johanna Joachima Winckelmanna. W latach 1768–1769 dzięki poparciu księcia Franza Philippa Adriana von Hatzfelda zrealizował swoją wymarzoną podróż do Włoch, gdzie poznawał oryginalne zabytki architektury antycznej. Później również dużo podróżował – jako urzędnik podległy bezpośrednio królowi miał okazję na koszt władcy odbyć podróże do Anglii, Holandii, Belgii i Francji.
Najsłynniejszym dziełem Carla Gottharda Langhansa jest Brama Brandenburska w Berlinie, wzorowana na życzenie króla na Propylejach ateńskich. Zaprojektował też część założenia parkowo-pałacowego Charlottenburg. Wiele budowli zaprojektowanych przez Langhansa znajduje się na terenie Dolnego Śląska, np. pałac Wallenberg-Pachalych we Wrocławiu, zrujnowany dziś pałac Hatzfeldtów w Żmigrodzie czy odrestaurowany w latach 80. kościół ewangelicko-augsburski w Sycowie.
W latach 1763–1775 był radcą budowlanym Kamer Wojennych i Dominialnych we Wrocławiu i Głogowie, kierując jednocześnie całością spraw budowlanych na Śląsku. Od 1788 w Berlinie objął stanowisko dyrektora dworskiego urzędu budowlanego.
Langhans został pochowany na nieistniejącym dziś Wielkim Cmentarzu we Wrocławiu.
Syn Carla Gottharda, Carl Ferdinand Langhans, również był znanym architektem.

## Wybrane dzieła
- 1762–1765 – przebudowa pałacu Hatzfeldtów w Żmigrodzie, w ruinie; obecnie pojawiają się plany odbudowy obiektu
- 1764–1773 – kościół ewangelicki pw. Łodzi Chrystusowej w Głogowie, nie istnieje.
- 1766–1773 – pałac Hatzfeldtów we Wrocławiu[9]
- 1776–1781 – pałac rodziny von Saurm w Samotworze (powiat wrocławski)
- 1778 – klasycystyczny gmach zakładu dla ubogich z fundacji króla Fryderyka II w Kluczborku
- 1778–1783 – pałac zbudowany dla Maksymiliana Mielżyńskiego w Pawłowicach (powiat leszczyński)
- ok. 1785 – pałac w Jedlinie-Zdroju, przypisywany
- 1785 – przebudowa barokowego pałacu rodziny Saurma-Hoym na styl klasycystyczny w Brzegu Dolnym
- 1785–1788 – park w Brzegu Dolnym
- 1785–1787 – pałac rodziny Wallenberg-Pachaly we Wrocławiu[10]
- 1785–1788 – kościół ewangelicki w Wałbrzychu, salowy
- 1785–1789 – kościół ewangelicki w Sycowie, prostokątny, z wnętrzem na rzucie elipsy
- 1788 – gmach obserwatorium astronomicznego w Halle[11]
- 1788 – przebudowa Staatsoper Unter den Linden przy Unter den Linden 7 w Berlinie[12]
- 1788 – belweder w parku przy pałacu Charlottenburg[13]
- 1788–1790 – dwór w Bad Freienwalde[14]
- 1789–1790 – budynek bramy w Poczdamie (razem z Andreasem Ludwigiem Krügerem)[15]
- 1789–1790 – teatr anatomiczny berlińskiej Wyższej Szkoły Weterynaryjnej[16]
- 1788–1791 – Brama Brandenburska w Berlinie[17]
- 1789–1792 – kościół w Zagrodnie (powiat złotoryjski), na rzucie krzyża
- 1791–1792 – piramida w Nowym Ogrodzie w Poczdamie (razem z Andreasem Ludwigiem Krügerem)[18]
- 1791 – klasycystyczny pałac w Żerkowie, w gminie Brzeg Dolny
- 1794 – pałac rodziny von Rotkirch w Czerwonym Kościele (powiat legnicki)
- 1795–1798 – kościół ewangelicki w Dzierżoniowie, obecnie katolicki pod wezwaniem Marii Matki Kościoła
- 1796–1797 – kościół ewangelicki w Żeliszowie, obecnie w trakcie odbudowy
- 1796–1797 – rozbudowa pałacu królewskiego we Wrocławiu
- ok. 1800 – pawilon klasycystyczny z portykiem kolumnowym w parku przy Pałacu Lehndorfów w Sztynorcie (powiat giżycki)
- 1800 – projekt Bażantarni w Pszczynie-Porębie
- 1800 – klasycystyczny pałac w Maciejowie, gmina Kluczbork.
- 1803–1807 – kościół poewangelicki, obecnie św. Andrzeja Boboli w Rawiczu
- 1810 – klasycystyczna kaplica przy kościele św. Jerzego w Dzierżoniowie, pośmiertnie według projektu Langhansa